# 沃伦·斯奈德
沃伦·斯奈德（英語：Warren Snyder，1903年3月2日—1957年3月27日），加拿大男子赛艇运动员。他曾代表加拿大参加1924年夏季奥林匹克运动会赛艇比赛，获得男子八人单桨有舵手银牌。